# Michael Christensen (Rennfahrer)

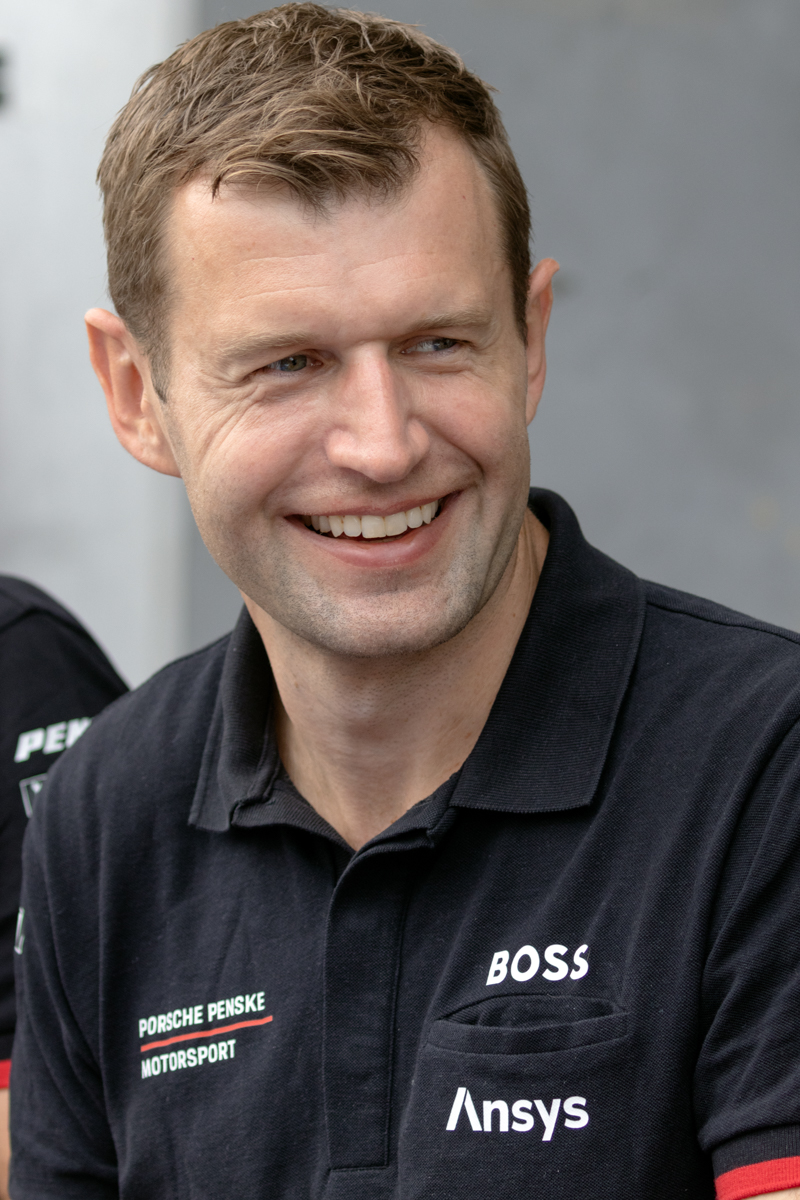
Michael Christensen (2024)

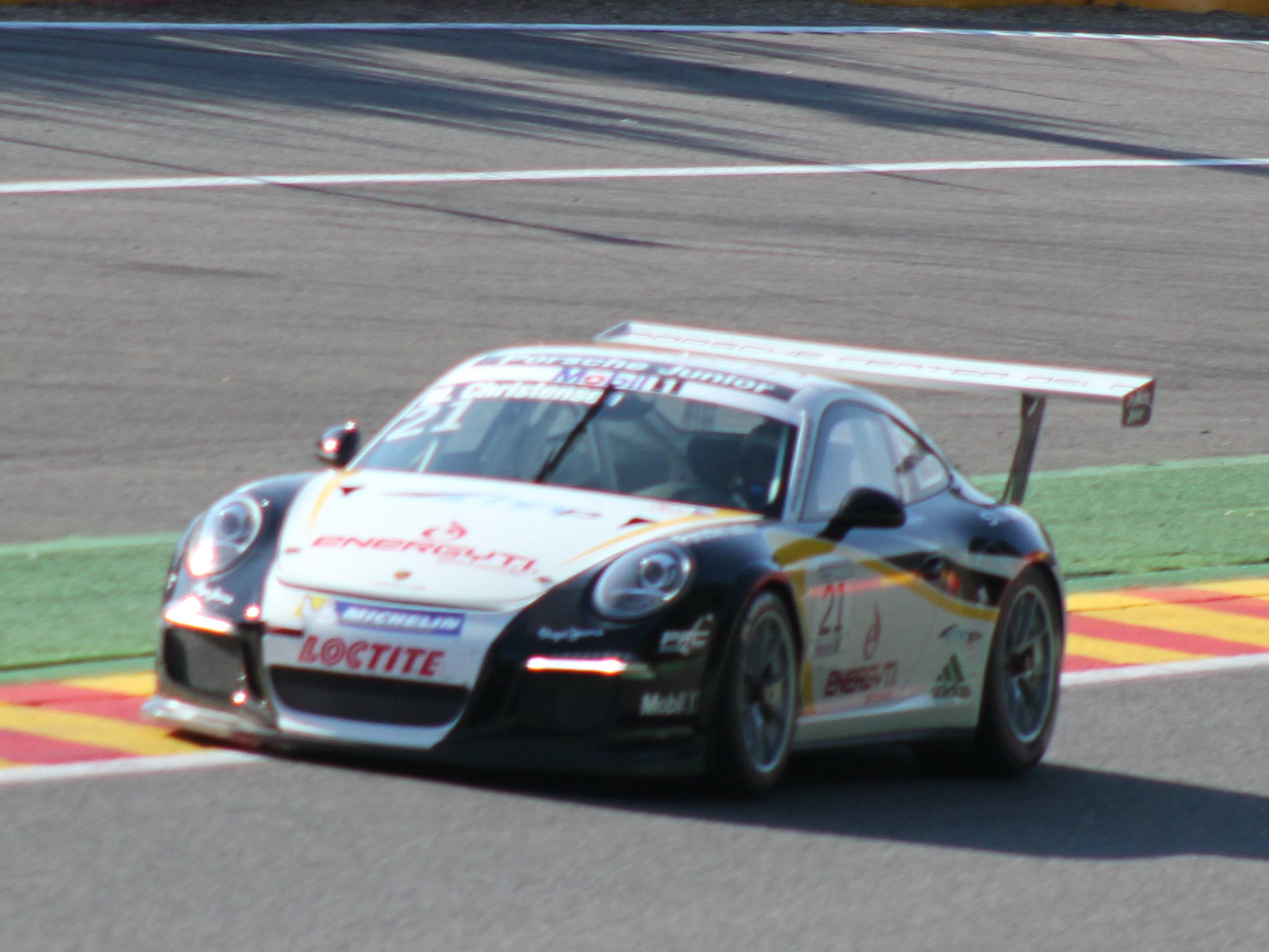
Christensen beim Rennwochenende in Belgien 2013

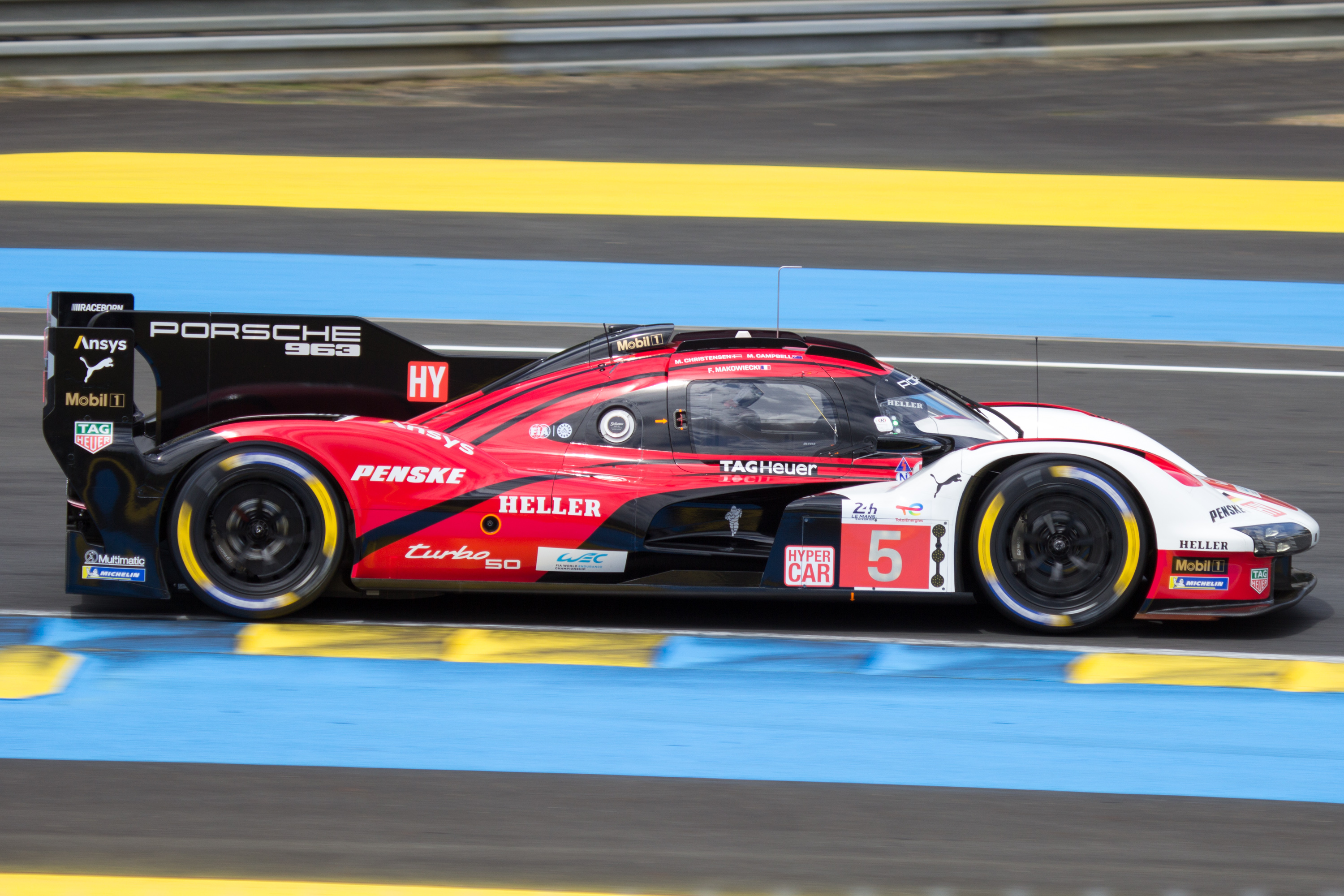
Der von Michael Christensen beim 24-Stunden-Rennen von Le Mans 2024 gefahrene Porsche 963

Michael Klitgaard Christensen (* 28. August 1990 in Karlslunde, Dänemark) ist ein dänischer Rennfahrer. Er ist seit 2014 Porsche-Werksfahrer.

## Karriere
Christensen begann seine Motorsportkarriere 2003 im Kartsport und erreichte einige Erfolge in dieser Kategorie. 2004 gewann er die nordische ICA Junioren-Kartmeisterschaft und ein Jahr später folgten die Meistertitel der dänischen und europäischen ICA Junioren-Kartmeisterschaft. 2006 wurde er Vizeweltmeister der Klasse Formula A und 2006 und 2007 gewann er die deutsche Kartmeisterschaft.
2008 wechselte Christensen in den Formelsport und trat für Räikkönen Robertson Racing in der europäischen Formel BMW an. Mit einem zweiten Platz beendete er seine erste Saison auf dem sechsten Gesamtrang und wurde zudem bester Neuling der Saison. 2009 blieb Christensen in dieser Serie und wechselte zu Mücke Motorsport. Überschattet wurde die Saison von einem Skandal, in dem sein Rennstall Mücke Motorsport verwickelt war. Nachdem er das zweite Rennen auf dem Hungaroring gewonnen hatte, wurde bei der technischen Abnahme nach dem Rennen illegale Ölüberdruckventilfedern entdeckt und Mücke Motorsport für das Rennen disqualifiziert sowie für die nächsten vier Rennen gesperrt. Da Mücke Motorsport in Berufung ging, durften die Piloten unter Vorbehalt starten und Christensen kam bei einem weiteren Rennen als Erster ins Ziel. Nach dem Ende der Saison wurden die Strafen gegen Mücke Motorsport bestätigt und Christensen belegte mit vier Siegen den vierten Platz in der Meisterschaft.
2010 trat Christensen für MW Arden in der neugegründeten GP3-Serie an. Am Saisonende belegte er den 31. Gesamtrang. 2011 kehrte Christensen zu Mücke Motorsport zurück und absolvierte für den Rennstall seine zweite GP3-Saison. Während sein Teamkollege Nigel Melker mit einem Sieg Meisterschaftsdritter wurde, schloss Christensen die Saison mit zwei zweiten Plätzen als beste Resultate auf dem elften Platz im Gesamtklassement ab. Darüber hinaus machte er in der ADAC GT Masters erste Erfahrungen im GT-Sport und nahm an drei Veranstaltungen teil.
2012 verließ Christensen den Formelsport vollständig. Er wurde ins Förderprogramm von Porsche aufgenommen und trat im deutschen Porsche Carrera Cup für Konrad Motorsport an. Beim letzten Saisonrennen erzielte er von der Pole-Position startend seinen ersten Sieg. Christensen beendete die Saison auf dem siebten Platz und unterlag damit seinem Teamkollegen Norbert Siedler, der Fünfter wurde. Darüber hinaus absolvierte er zwei Gaststarts im Porsche Supercup. 2013 blieb Christensen im Porsche-Förderprogramm und ging für das Team DAMS im Porsche Supercup an den Start.
Er konnte das vierte Rennen der Saison auf dem Nürburgring gewinnen und wurde am Ende der Saison sechster in der Meisterschaft.
Zur Saison 2014 wurde Christensen vom Porsche-Junior zum Werksfahrer befördert. Er trat für das Team Porsche North America in der United SportsCar Championship an und konnte bereits im zweiten Saisonlauf, dem 12-Stunden-Rennen von Sebring, seinen ersten Klassensieg einfahren. Am Ende der Saison wurde er zusammen mit seinem Teamkollegen Patrick Long sechster der Meisterschaft. In der Sonderwertung für Langstreckenrennen, dem North American Endurance Cup, konnte er zusammen mit Long den Titel einfahren.

## Statistik

### Karrierestationen
| - 2003–2007: Kartsport - 2008: Europäische Formel BMW (Platz 6) - 2009: Europäische Formel BMW (Platz 4) | - 2010: GP3-Serie (Platz 31) - 2011: GP3-Serie (Platz 11) - 2011: ADAC GT Masters | - 2012: Deutscher Porsche Carrera Cup (Platz 7) - 2013: Porsche Supercup (Platz 6) - 2014: United SportsCar Championship, GTLM (Platz 6) |

### Le-Mans-Ergebnisse
| Jahr | Team                      | Fahrzeug            | Teamkollege     | Teamkollege         | Platzierung             | Ausfallgrund |
| ---- | ------------------------- | ------------------- | --------------- | ------------------- | ----------------------- | ------------ |
| 2015 | Porsche Team Manthey      | Porsche 911 RSR     | Richard Lietz   | Jörg Bergmeister    | Rang 30                 |              |
| 2016 | Dempsey-Proton Racing     | Porsche 911 RSR     | Richard Lietz   | Philipp Eng         | Rang 31                 |              |
| 2017 | Porsche GT Team           | Porsche 911 RSR     | Kévin Estre     | Dirk Werner         | Ausfall                 | Unfall       |
| 2018 | Porsche GT Team           | Porsche 991 RSR GTE | Kévin Estre     | Laurens Vanthoor    | Rang 15 und Klassensieg |              |
| 2019 | Porsche GT Team           | Porsche 991 RSR GTE | Kévin Estre     | Laurens Vanthoor    | Rang 29                 |              |
| 2020 | Porsche GT Team           | Porsche 991 RSR-19  | Kévin Estre     | Laurens Vanthoor    | Rang 35                 |              |
| 2021 | Porsche GT Team           | Porsche 991 RSR-19  | Kévin Estre     | Neel Jani           | Rang 22                 |              |
| 2022 | Porsche GT Team           | Porsche 991 RSR-19  | Kévin Estre     | Laurens Vanthoor    | Rang 31                 |              |
| 2023 | Porsche Penske Motorsport | Porsche 963         | Dane Cameron    | Frédéric Makowiecki | Rang 16                 |              |
| 2024 | Porsche Penske Motorsport | Porsche 963         | Matt Campbell   | Frédéric Makowiecki | Rang 6                  |              |
| 2025 | Porsche Penske Motorsport | Porsche 963         | Julien Andlauer | Mathieu Jaminet     | Rang 6                  |              |

### Sebring-Ergebnisse
| Jahr | Team                  | Fahrzeug                | Teamkollege       | Teamkollege         | Teamkollege  | Platzierung             | Ausfallgrund |
| ---- | --------------------- | ----------------------- | ----------------- | ------------------- | ------------ | ----------------------- | ------------ |
| 2014 | Porsche North America | Porsche 911 RSR         | Patrick Long      | Jörg Bergmeister    |              | Rang 12 und Klassensieg |              |
| 2016 | Porsche North America | Porsche 911 RSR         | Earl Bamber       | Frédéric Makowiecki |              | Rang 12                 |              |
| 2017 | Alegra Motorsports    | Porsche 911 GT3 R       | Carlos de Quesada | Spencer Pumpelly    | Daniel Morad | Rang 25                 |              |
| 2024 | AO Racing             | Porsche 911 GT3 R (992) | Laurin Heinrich   | Sebastian Priaulx   |              | Rang 28                 |              |

### Einzelergebnisse in der FIA-Langstrecken-Weltmeisterschaft
| Saison  | Team            | Rennwagen       | 1   | 2   | 3   | 4   | 5   | 6   | 7   | 8   | 9   |
| ------- | --------------- | --------------- | --- | --- | --- | --- | --- | --- | --- | --- | --- |
| 2015    | Manthey-Racing  | Porsche 911 RSR | SIL | SPA | LEM | NÜR | AUS | FUJ | SHA | BAH |     |
| 2015    | Manthey-Racing  | Porsche 911 RSR | 10  |     | 30  | 15  | 14  | 17  | 14  | 23  |     |
| 2016    | Proton Racing   | Porsche 911 RSR | SIL | SPA | LEM | NÜR | MEX | AUS | FUJ | SHA | BAH |
| 2016    | Proton Racing   | Porsche 911 RSR | 25  | 18  | 31  | 23  | 20  | 21  | 23  | 22  | 25  |
| 2017    | Porsche GT Team | Porsche 911 RSR | SIL | SPA | LEM | NÜR | MEX | AUS | FUJ | SHA | BAH |
| 2017    | Porsche GT Team | Porsche 911 RSR | DNF | 22  | DNF | 17  | 18  | 14  | 14  | DNF | DNF |
| 2018/19 | Porsche GT Team | Porsche 991 RSR | SPA | LEM | SIL | FUJ | SHA | SEB | SPA | LEM |     |
| 2018/19 | Porsche GT Team | Porsche 991 RSR | 14  | 15  | 13  | 11  | 10  | 14  | 17  | 29  |     |
| 2019/20 | Porsche GT Team | Porsche 991 RSR | SIL | FUJ | SHA | BAH | AUS | SPA | LEM | BAH |     |
| 2019/20 | Porsche GT Team | Porsche 991 RSR | 14  | 14  | 14  | 19  | 14  | 9   | 35  | 8   |     |
| 2021    | Porsche GT Team | Porsche 991 RSR | SPA | POR | MON | LEM | BAH | BAH |     |     |     |
| 2021    | Porsche GT Team | Porsche 991 RSR |     | 16  |     | 22  |     | 16  |     |     |     |
| 2022    | Porsche GT Team | Porsche 911 RSR | SEB | SPA | LEM | MON | FUJ | BAH |     |     |     |
| 2022    | Porsche GT Team | Porsche 911 RSR | 17  | 12  | 31  | 18  | 19  | 19  |     |     |     |
| 2023    | Penske Porsche  | Porsche 963     | SEB | POR | SPA | LEM | MON | FUJ | BAH |     |     |
| 2023    | Penske Porsche  | Porsche 963     | 5   | 35  | 4   | 16  | 4   | 36  | 7   |     |     |
| 2024    | Penske Porsche  | Porsche 963     | KAT | IMO | SPA | LEM | SAO | AUS | FUJ | BAH |     |
| 2024    | Penske Porsche  | Porsche 963     | 3   | 3   | DNF | 6   | 3   | 7   | DNF | 2   |     |
| 2025    | Porsche Penske  | Porsche 963     | KAT | IMO | SPA | LEM | SAO | AUS | FUJ | BAH |     |
| 2025    | Porsche Penske  | Porsche 963     | 10  | 11  | 12  | 6   | 3   |     |     |     |     |